# Mendon (Ohio)
Mendon – wieś w Stanach Zjednoczonych, w stanie Ohio, w hrabstwie Mercer.